# Oxalis ortgiesii
Oxalis ortgiesii är en harsyreväxtart. Oxalis ortgiesii ingår i släktet oxalisar, och familjen harsyreväxter.

## Underarter
Arten delas in i följande underarter:
- O. o. ortgiesii
- O. o. tingoensis